# Gordon McIntosh

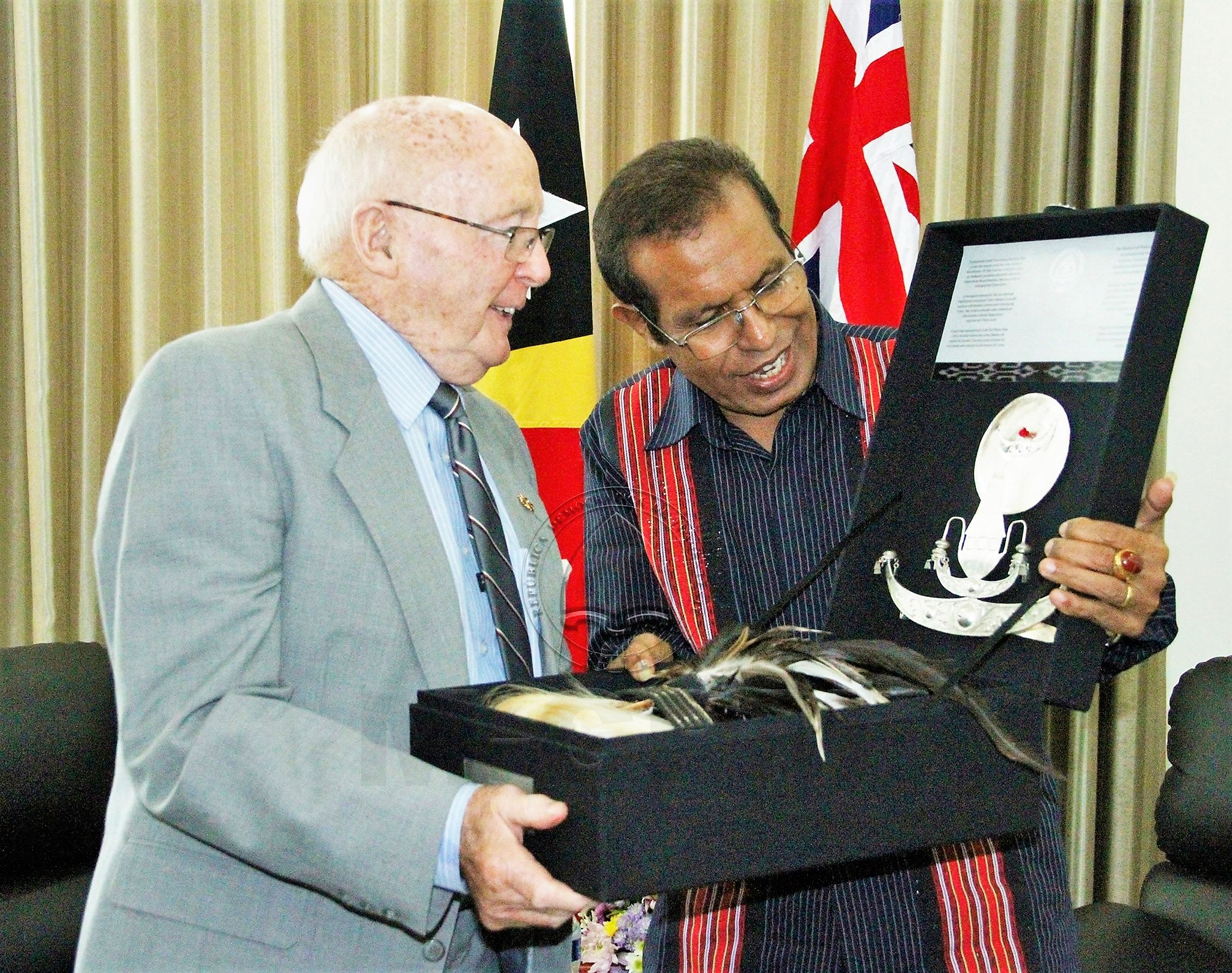
Gordon McIntosh erhält von Osttimors Präsident Taur Matan Ruak die traditionellen Insignien Kaibauk und Belak. (2014)

Gordon Douglas McIntosh (* 29. Mai 1925 in Glasgow, Vereinigtes Königreich; † 10. März 2019 in Perth, Australien) war ein australischer Politiker (ALP).

## Werdegang
Gordon McIntoshs Mutter war Dorothy Robson (geborene Douglas), sein Vater Gordon McIntosh, ein Schiffsheizer und Schwimmmeister.
McIntosh besuchte die Drumoyne Primary School und die Govan High School. Ab 1940 machte er eine Ausbildung zum Schlosser und begann in einer Werft in Glasgow zu arbeiten. Von 1946 bis 1948 war er Mechaniker bei der Royal Air Force und von 1948 bis 1949 in einer Lampenfirma tätig. Schließlich war er in einer Gießerei als Schlosser und Wartungsingenieur.
Am 31. März 1950 heiratete McIntosh Elizabeth Mary Graham, mit der er zwei Söhne bekam. Im selben Jahr wanderte das Ehepaar nach Australien aus und ließ sich in Perth nieder. Die nächsten 22 Jahre arbeitete er bei der Münzanstalt Perth. In dieser Zeit wurde er eine Zeit lang an die 1968 gegründete Münzanstalt Singapurs abgestellt.
Seit 1941 war McIntosh Mitglied der Amalgamated Engineering Union (AEU) und seit Anfang der 1950er Jahre Gewerkschaftsfunktionär in ihrer Untergliederung in Westaustralien. Von 1968 bis 1972 war McIntosh Präsident der Gewerkschaft im Bundesstaat.
Seit 1952 war McIntosh in der ALP in Westaustralien aktiv. Von 1954 bis 1956 war er Sekretär des ALP-Verbandes Como-Mill Point, 1957 reaktivierte er den zuvor inaktiven ALP-Verband Collier-Manning und war sein Sekretär bis 1959. Von 1968 bis 1972 war McIntosh Parteivorsitzender in Westaustralien. Im Mai 1974 wurde er über Listenplatz 3 der ALP für Westaustralien in den Australischen Senat gewählt. 1975, 1980 und 1983 gelang ihm der Wiedereinzug in den Senat. In dieser Zeit wurde er dem linken Flügel der ALP zugerechnet.
Am 5. Juni 1987 endete die letzte Amtszeit von McIntosh im Senat. Die gleichzeitige Auflösung beider Kammern des australischen Parlaments hatte sie verkürzt. McIntosh hatte zu diesem Zeitpunkt die Altersbegrenzung der westaustralischen ALP für eine erneute Kandidatur überschritten, so dass er nicht mehr antreten konnte.

## Politische Positionen und Aktivitäten
In seiner Zeit im Senat beschäftigte McIntosh sich vor allem mit Industriethemen, den Gefahren der Kernenergie und außen- und sicherheitspolitischen Themen. Fast seine gesamte Zeit im Senat war er Mitglied des ständigen Ausschusses für Außen- und Sicherheitspolitik. Von 1983 bis 1987 war er sein Vorsitzender. Zuvor war McIntosh schon seit 1980 zeitweiliger Vorsitzender verschiedener anderer Ausschüsse. Der Caucus wählte ihn zum stellvertretenden Oppositionsführer (1976–1980) und stellvertretenden Fraktionsvorsitzenden während der Regierungszeit (1983–1987). Er war Mitglied des australischen Instituts für internationale Angelegenheiten und von September bis Dezember 1983 parlamentarischer Berater der Generalversammlung der Vereinten Nationen in New York.
McIntosh war ein vehementer Gegner der von der Regierung Malcolm Frasers eingeführten Gesetzgebung, die man als „Krieg der Regierung gegen die Gewerkschaftsbewegung“ beschrieb. McIntosh erklärte, die Regierung verstehe nicht, was Streiks sind und wie die Arbeitsbeziehungen funktionieren, sie habe kein Verständnis für die Arbeitsbedingungen von Arbeitern. McIntosh berief sich auf seine Erfahrungen „36 Jahre in der Werkstatt“. Er rief dazu auf, ein nationales Arbeitsschutzamt einzurichten, um systematisch Statistiken über Arbeitsunfälle und Berufskrankheiten zu erstellen. Gewerkschaftsfunktionäre sollten das Recht haben, Inspektionen am Arbeitsplatz durchzuführen. Gewerkschaften waren für ihn unerlässlich. Zudem forderte er die 35-Stunden-Woche. Die Gesetze der Fraser-Regierung, die Familien von in Streik involvierten Arbeitnehmern Sozialleistungen vorenthalten sollten, nannte McIntosh einen „Fuß auf der Leiter des Faschismus.“
1979 kritisierte McIntosh die Kernwaffentests Frankreichs auf dem Mururoaatoll. Er war der Meinung, dass Australien eine größere Rolle bei der Überwachung der Tests spielen sollte. Im April 1982 war McIntosh an Bord eines Protestschiffes, das von der französischen Marine beschlagnahmt wurde, als es in die Sperrzone um Mururoa eindrang. Im Mai hatte er eine führende Rolle bei Protesten gegen ein amerikanisches, nuklearbetriebenes Schiff, das Brisbane besuchte. 1986 stellte McIntosh eine Anfrage im ständigen Ausschuss für Außen- und Sicherheitspolitik, in der die Fähigkeit von Bundes- und Landesbehörden zur Bewältigung von Strahlungslecks bei Besuchen von mit Atomkraft betriebenen oder bewaffneten Schiffen untersucht werden sollte. McIntosh war auch besorgt über das „dauerhafte Problem der Entsorgung von Nuklearabfällen.“ Australien habe als Uranexporteur eine „moralische Verpflichtung,“ sich für die „Beseitigung der nuklearen Gefahr - ob Abfälle oder Waffen“ einzusetzen.
Im Dezember 1982 veröffentlichte McIntosh mit sieben anderen Ausschussmitgliedern einen Bericht, mit dem sie sich – gegen die Mehrheit – gegen das ANZUS-Abkommen aussprachen. Australien würde durch das Abkommen auf inakzeptable Weise eingeschränkt, so zum Beispiel, als es im Vietnamkrieg zur Unterstützung der Vereinigten Staaten verpflichtet wurde. Trotz amerikanischer Militärstützpunkte gäbe es „keinerlei Garantien im ANZUS-Abkommen“, dass die USA im Angriffsfall Australien helfen würden. Australien wäre besser gestellt, wenn es seine Verteidigungsstrategien selbständiger aufbauen würde.
McIntosh galt als unverzichtbarer Verfechter für das Selbstbestimmungsrecht des damals von Indonesien besetzten Osttimor. Erstmals besuchte McIntosh das Land als Teil einer Delegation im März 1975, als die damalige portugiesische Kolonie auf die Unabhängigkeit vorbereitet wurde. Im Dezember wurde Osttimor, neun Tage nach seiner Unabhängigkeitserklärung, von Indonesien besetzt. 1976 war McIntosh Mitglied einer parlamentarischen Delegation, die Indonesien besuchte. Im Senat berichtete er später von einem Treffen mit Indonesiens Verteidigungsminister Maraden Panggabean, das McIntosh als sehr offen beschrieb. Die Fraser-Regierung erkannte 1978 als einziges Land weltweit de facto die Souveränität Indonesiens über Osttimor an, während McIntosh weiterhin an einem Selbstbestimmungsrecht der Osttimoresen festhielt. Mehrmals brachte er das Thema vor dem Senat zur Sprache, im Speziellen zu Berichten zu Gewalttaten, militärischer Zusammenarbeit Australiens und Indonesiens sowie der Behandlung osttimoresischer Widerständler der FRETILIN durch indonesische Behörden. 1982 wandte McIntosh sich an das Special Committee on Decolonization der Vereinten Nationen. In seinem Schreiben lehnte er die Ansichten Gough Whitlams zu Osttimor ab und betonte, dass der australische Premierminister zur Zeit der indonesischen Invasion nicht die Meinung der ALP wiedergegeben habe. Begleitet wurde McIntoshs Schreiben von einer Petition, die bis auf zwei alle Labour-Abgeordnete des australischen Parlaments unterzeichnet hatten und die Selbstbestimmung Osttimors einforderte. Die Petition trug maßgeblich dazu bei, dass Osttimor beim Special Committee on Decolonization der Vereinten Nationen weiter auf der Liste der Territorien mit offenen Dekolonisierungsprozessen blieb. Nach dem Sieg Labours in den Bundeswahlen im März 1983 nahm die Regierung von Bob Hawke aber die Haltung ihrer Vorgänger an und erklärte die Integration Osttimors in Indonesien für irreversibel. McIntosh blieb bei seinem Standpunkt und wurde in dem Punkt zu einem „Stachel im Fleisch nachfolgender australischer Regierungen“.
McIntosh war im Juli 1983 erneut Mitglied einer parlamentarischen Delegation, die Indonesien und diesmal auch Osttimor besuchte. Er verfasste danach einen Bericht, der sich gegen den offiziellen Bericht der Delegation unter dem ALP-Politiker Bill Morrison stellte. Der darauffolgende Konflikt wurde öffentlich ausgetragen. Im Senat erklärte McIntosh am 6. September, der offizielle Bericht habe „eine klare Tendenz, die Bedeutung grundlegend wichtiger Aspekte des Timor-Problems zu verringern“, und sei „keine glaubwürdige Wiedergabe der Ansichten dieses Parlaments“. Als Vorsitzender des außenpolitischen Ausschusses legte McIntosh am 8. September einen Bericht vor, in dem die Menschenrechtsverletzungen und die Lebensbedingungen der osttimoresischen Bevölkerung beschrieben wurden. Die indonesische Invasion und die Besetzung Osttimors wurden in dem Bericht als „illegale Handlung“ gebrandmarkt und die internationale Anerkennung der Selbstbestimmung Osttimors gefordert. Die drei oppositionellen Senatoren, die die Hälfte des Ausschusses besetzten, lehnten den Bericht ab. Als Australien und Indonesien im März 1986 über ihre Seegrenze und die Schließung des Timor Gap diskutierten, sprach McIntosh den Verhandlungen ihre Legitimität ab. Im Senat sprach er von den „Menschen in Timor, die ihrer Rechte beraubt wurden.“
1975 unterstützte McIntosh den Racial Discrimination Bill zum Schutz von Minderheiten. 1976 klagte er über die Menschen, die unter dem „wahrhaft feudalen System“ auf den Kokosinseln lebten. McIntosh stellte die Einstellung der australischen Entwicklungshilfe für Vietnam moralisch in Frage, die 1978 nach der vietnamesischen Invasion in Kambodscha beendet worden war, sowie die Verzögerung der humanitären Hilfe für Kambodscha, als von einer Hungersnot dort berichtet wurde. Anfang der 1980er Jahre engagierte er sich für Flüchtlinge aus Irian Jaya, die in Lagern in Papua-Neuguinea lebten, und brachte 1983 „das erschreckende Fehlen grundlegender Menschenrechte in Chile“ unter General Pinochet im Senat zur Sprache.
Nach dem Ende seiner Zeit als Berufspolitiker engagierte McIntosh sich weiter für Osttimor, das 1999 von den Indonesiern befreit und 2002 endgültig in die Unabhängigkeit entlassen wurde. 1988 schickte McIntosh über australische Kanäle des osttimoresischen Widerstandes an dessen militärischen Führer Xanana Gusmão einen zehnseitigen Brief, in dem McIntosh detailliert über die Geschichte des Unabhängigkeitskampfes Osttimors referierte und die damalige australische Regierung kritisierte, deren Motivation „die wirtschaftlichen Interessen Australiens zum Nachteil der Prinzipien zu wahren, die eines demokratischen Landes würdig sind“. Laut dem Brief deutet alles darauf hin, dass die australische Politik durch das indonesische Angebot zur gemeinsamen Ausbeutung der Rohstoffe in der Timor Gap bestimmt war. Gusmão veröffentlichte den Brief im Februar 2016. Im März besuchte McIntosh ein letztes Mal Osttimor, um am Veteranentag teilzunehmen.

## Sonstiges
Als McIntosh im Dezember 2014  mit dem Ordem de Timor-Leste, Osttimors höchstem Orden, ausgezeichnet wurde, wurde er in seiner Verleihungsurkunde als das „Gewissen des Bundesparlaments in Bezug auf die indonesische Invasion in Osttimor und die Unterdrückung des timoresischen Volkes“ gewürdigt. Bereits in den 1980er Jahren verliehen ihm die Kämpfer der FALINTIL den Kampfnamen „Ulun tos“ (wörtlich „Bauernkopf“), in Gedenken an seine Sturheit im Streit um den Delegationsbericht von 1983.
Sein persönliches Archiv mit Dokumenten zu Osttimor befindet sich in Perth im Clearing House for Archival Records on Timor (CHART).